# 平壤站
平壤站（朝鲜语：／ P'yŏngyang yŏk */?）是朝鮮民主主義人民共和國首都平壤中區域驛前洞的一個鐵路車站。车站是平义线、平釜线、平南线、平德线、平罗线的起点，1号站台旁设有0公里的里程标。车站设有3台6线，南侧设有车辆基地（客车·货物区），北侧设有机车库。
本站设有开往定州/新义州、南浦、沙里院/开城、妙香山、咸兴/罗津5个方向的旅客列车。国际列车方面，除了抵达中国大陸北京站的K27/28次列车外，還有每週一趟开往俄罗斯莫斯科（雅羅斯拉夫爾車站）的超长距离列车。

## 历史

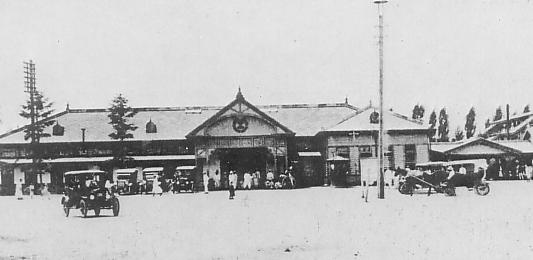
日本统治时代的车站（第二代车站）

1906年4月3日，京义线（首尔-新义州之间）全线通车的同时开始营业，1908年4月1日开始一般货客的营业。第一代车站是木质结构简朴的车站，但在日本统治时代被改建成了2层西式建筑的第二代车站。1950年朝鲜战争时，由于空袭车站被破坏，之后重建成了现在的石造第三代车站。

## 车站结构

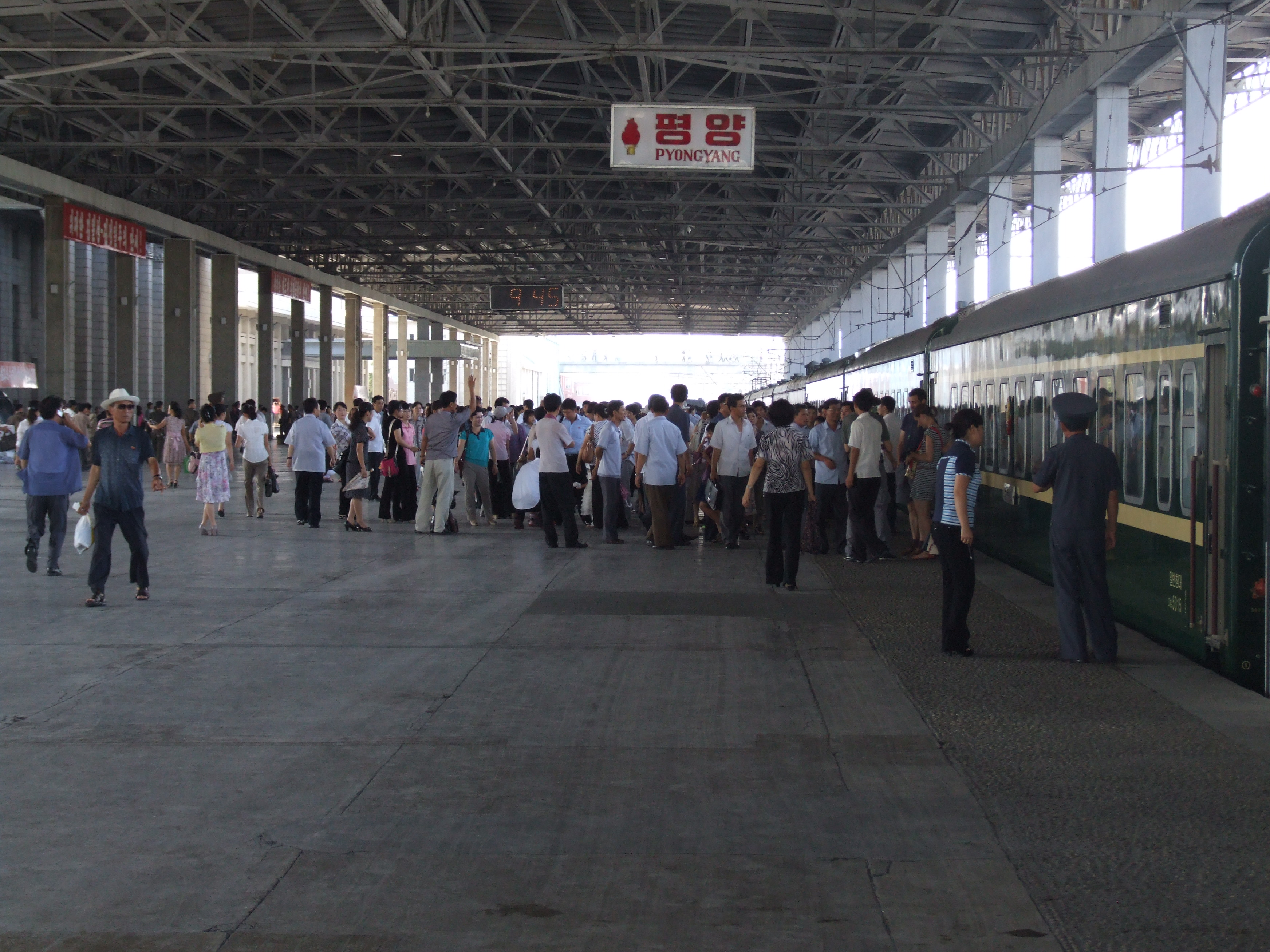
1号月台

平壤站目前使用的站房于1957年投入使用，地上3层、地下1层，是斯大林建筑。站房中央有一座高47米的八角形塔，直径3.6米的时钟设置在东西南北4个方向。入口有中央的普通旅客用和贵宾用（包括外国游客）两处。
车站设有1座侧式站台、2座岛式站台和6条股道。其中1号月台可由团体游客专用巴士和专用车直接进入，国际列车大多在1号月台办理乘降手续。

## 接駁交通
- 平壤地鐵千里馬線（1號線）榮光站

## 车站附近
- 高麗飯店
- 平壤醫學大學
- 平壤医学大学附属医院
- 千里马文化会馆
- 朝鲜对外文化联络委员会
- 金策工業綜合大學
- 大同江
- 平壤印刷大学